# Сандвик, Пол Тонстад
Пол Тонстад Сандвик (норв. Pål Thonstad Sandvik; род. 17 июля 1967 г.) — норвежский историк и профессор истории экономики и бизнеса на кафедре современной социальной истории Норвежского университета естественных и технических наук в Тронхейме. Он опубликовал ряд книг по новейшей истории в Норвегии, в частности — экономической истории. Среди его самых известных работ — вклад в книгу о Norsk Hydro, одном из крупнейших и самых известных промышленных предприятий Норвегии. Книга вызвала споры, поскольку авторы считали, что смогут продемонстрировать, что руководство компании сотрудничало с немецкими оккупационными властями во время Второй мировой войны.
Сандвик сначала получил степень бакалавра истории в Норвежском университете естественных и технических наук в 1993 году, а за тем — получил степень кандидата филологии. После 1993 он опубликовал ряд крупных работ по истории города Кристиансанн, никелевого завода Фальконбриджа в Норвегии и истории региона Трёнделаг. 7 ноября 2008 г. он защитил диссертацию «Создание дочерней компании никелевый завод Фальконбридж, 1910-1929-2004» на получение докторской степени в Норвежском университете естественных и технических наук.
С августа 2009 г. по лето 2013 г. Сандвик был заместителем директора Департамента истории и классических исследований Норвежского университета естественных и технических наук.